# Ljusvattentjärnen (Fredrika socken, Lappland)
Ljusvattentjärnen är en sjö i Åsele kommun i Lappland och ingår i Lögdeälvens huvudavrinningsområde.